# Nasar Sakar Saeed
Nasar Sakar Saeed, född 26 januari 1978, är en friidrottare från Bahrain. Han deltog vid olympiska sommarspelen 2008.